# Kankakee
Kankakee ([ˌkæŋkəˈki]) ist eine Stadt in Illinois, USA. Das U.S. Census Bureau hat bei der Volkszählung 2020 eine Einwohnerzahl von 24.052 ermittelt. Sie liegt 83 km südwestlich von Chicago, 49 km südöstlich von Joliet, und 68 km südwestlich von Gary in deren Ballungsraum und ist Verwaltungssitz des Kankakee County.

## Geographie

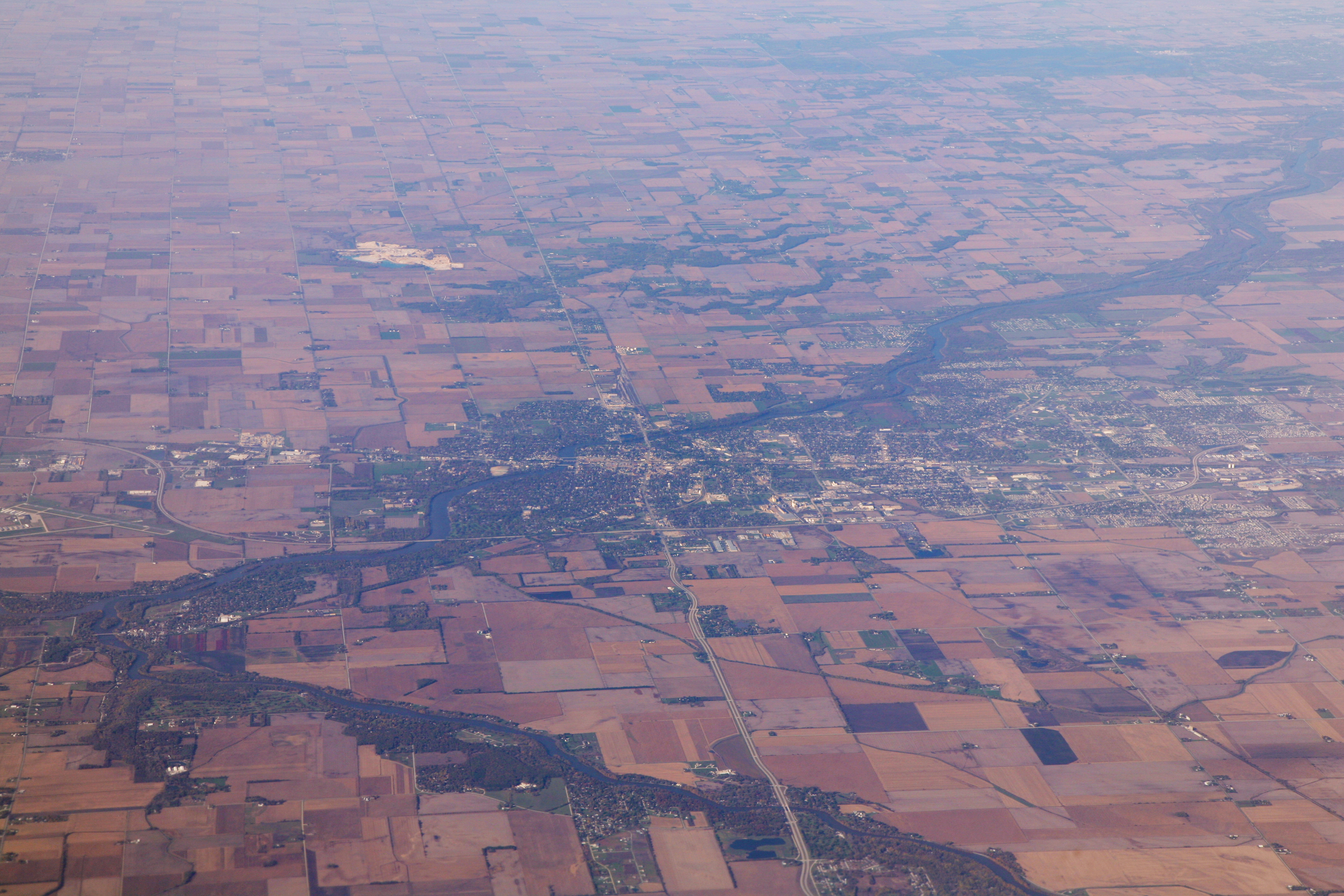
Kankakee, Illinois, aus der Luft (Blick in westliche Richtung): Links im Bild der Zusammenfluss von Iroquois River und Kankakee River; die Interstate 57 läuft quer durch das Bild

Nach den Angaben des United States Census Bureau hat die Stadt eine Gesamtfläche von 33,2 km², wovon 31,9 km² auf Land und 1,3 km² (= 3,76 %) auf Gewässer entfallen. Der Kankakee River verläuft von Südosten nach Nordwesten entlang der westlichen Stadtgrenze; auf dem westlichen Ufer grenzt West Kankakee an.

## Geschichte
Der Ort erhielt seinem Namen nach dem County. Das am 3. Oktober 1853 begründete Postamt erhielt zunächst den Namen Kankakee Depot und wurde am 7. Juni 1866 in Kankakee umbenannt. Herkunft und Bedeutung des Namens sind umstritten. Einerseits berufen sich Namenforscher auf eine Äußerung des Jesuitenpaters Pierre François Xavier de Charlevoix von 1721. Demnach gehe der Name auf die Mahican zurück, die am Kankakee River Zuflucht gefunden hatten und bedeute „Wolfsland“, weil dieser Indianerstamm auch als „Wölfe“ bezeichnet wurde. Nach anderen Quellen ist das Wort für „sumpfiger Grund“ in der Sprache der Potawatomi Ursprung des Namens. Edward Callary zufolge liegt der Ursprung des Namens in der Miami-Illinois, in der das Wort „teeyaahkiki“ die Bedeutung „offenes Land“ oder „nacktes Land“ hat. Ein Grund für die unterschiedlichen Auslegungen ist die Vielfalt von dokumentierten Namensvariationen. Dies begann bereits mit Robert Cavelier de La Salle, der den Namen des Flusses zunächst als „Téakiki“ und später als „Teatiki“ und „Theakiki“ aufzeichnete. Andere Varianten aus der frühen Landerkundung sind „Aue-que-que“, „Ti-ah-ke-kink“ und „Quin-que-que“.

## Verkehr
In Nord-Süd-Richtung führen durch das Stadtgebiet der U.S. Highway 45 und die Illinois Route 50. Von Nordwesten her kommend endet die parallel zum Kankakee River verlaufende Illinois Route 113 an der in Ost-West-Richtung verlaufenden Illinois Route 17. Am U.S. Highway 45 beginnt die Illinois Route 115, die am Kankakee Airport vorbei zunächst nach Süden führt, bevor sie rechtwinklig nach Westen abbiegt. Die Interstate 57 führt östlich an Kankakee vorbei.

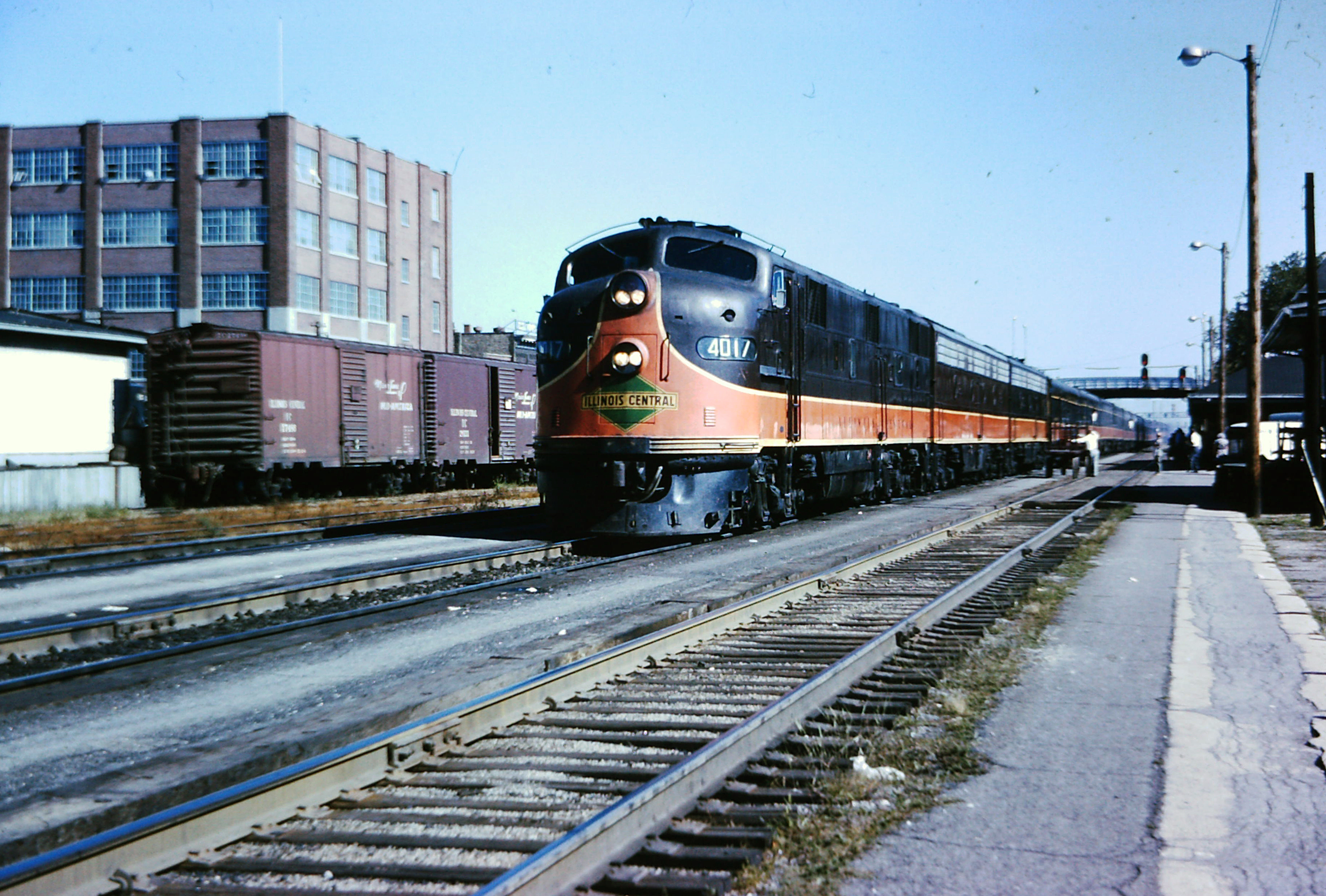
Reisezug der Illinois Central Railroad im Bahnhof Kankakee (1964)

Durch das Stadtgebiet verlaufen mehrere Bahnstrecken. In Ost-West-Richtung handelt es sich um eine Bahnstrecke der Penn Central, von der eine Zweigstrecke nach Südosten abzweigt. In Nord-Süd-Richtung durchquert Kankakee eine Bahnstrecke der Illinois Central Railroad. Amtrak bedient die Stadt mit den täglichen Zugpaaren Illini und Saluki mit jeweils einem Halt pro Richtung; für das Zugpaar City of New Orleans ist die Amtrakstation Kankakees ein Bedarfshalt.
Mit der Kankakee Electric Railway und der North Kankakee Electric Light & Railway besaß die seinerzeit 6000 Einwohner zählende Kleinstadt einst zwei innerstädtische Straßenbahngesellschaften, die jeweils eigene Netze betrieben. 1907 stellte zudem eine Überlandstraßenbahn einen Anschluss nach Chicago her; 1912 kam eine weitere nach Urban hinzu, die später bis Charleston erweitert wurde. Die innerstädtische Straßenbahn wurde 1932 eingestellt.

## Söhne und Töchter der Stadt
- Jamie Bernadette (* 1987), Schauspielerin, Synchronsprecherin, Filmproduzentin und Drehbuchautorin
- David Bruce (1914/1916–1976)
- Kristin Dattilo (* 1970), Schauspielerin
- Harold Gray (1894–1968), Comiczeichner
- Merna Kennedy (1908–1944), Schauspielerin
- Adam Kinzinger (* 1978), Politiker
- Gregory Kunde (* 1954), Tenor
- Fred MacMurray (1908–1991), Schauspieler
- John Moisant (1868–1910), Flugpionier
- Randy Spears (* 1961), Pornodarsteller
- Jack Sikma (* 1955), Basketballspieler

## Erwähnung in Literatur und Kunst
Kankakee ist Haltepunkt des Fernzuges City of New Orleans und wird im gleichnamigen Lied namentlich erwähnt.
Im Lied des Rappers King Von wird Kankakee auch erwähnt.